# Prisons de la Roquette
 (novembre 2018).

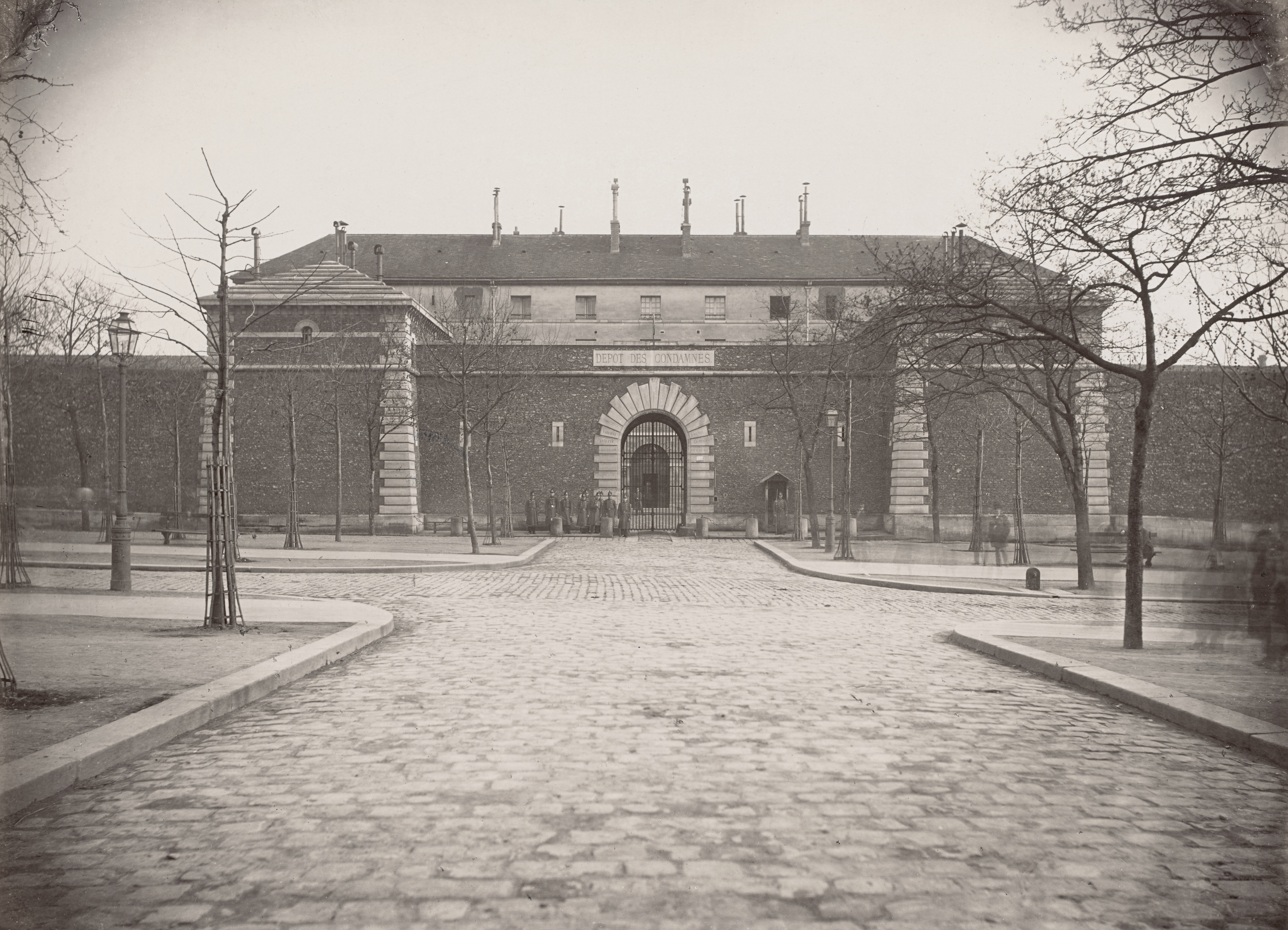
Prison de la Grande Roquette à la fin du XIXe siècle.

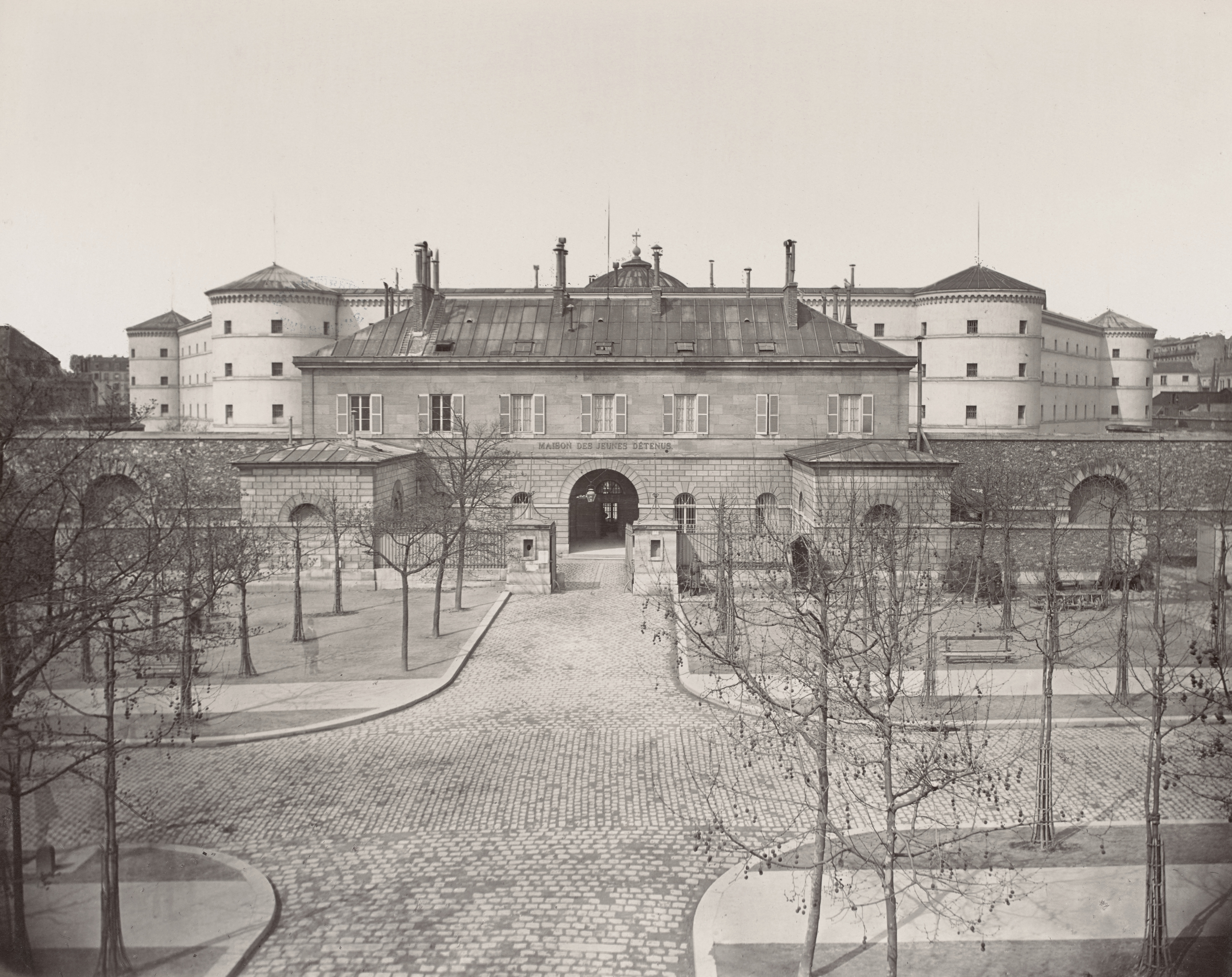
Prison de la Petite Roquette à la fin du XIXe siècle.

Les prisons de la Roquette (Petite et Grande Roquette) sont d'anciens établissements pénitentiaires situés à Paris, dans le 11e arrondissement, de part et d'autre de la rue de la Roquette. De nos jours, le square de la Roquette, le plus grand du 11e arrondissement, occupe l'ancien emplacement de la Petite Roquette.

## Historique

### La naissance des prisons
En 1826, sous Charles X, décision est prise de faire bâtir une prison destinée aux délinquants mineurs de 7 à 20 ans — l'âge de la majorité civile en France étant alors fixé à 21 ans. L'emplacement est trouvé non loin du cimetière du Père-Lachaise, au 143, rue de la Roquette, sur une partie des terrains de l'ancien couvent des Hospitalières de la Roquette, construit en 1690 et fermé à la Révolution française en 1789. C'est l'architecte Hippolyte Lebas, créateur de l'église Notre-Dame-de-Lorette, qui est choisi pour mener à bien ce projet. Il s'inspire des plans du panoptique de Jeremy Bentham, pour ériger une prison de forme hexagonale, inaugurée le 11 septembre 1830. Les Parisiens la baptisent rapidement « la Roquette ». Les conditions de détention y sont particulièrement difficiles et suscitent l'indignation de certains Parisiens. Les jeunes détenus y étaient contraints aux travaux forcés 14 heures par jour et confinés le reste du temps, et désignés uniquement par un numéro d'écrou au lieu du nom,. De nombreux Parisiens affluaient pour les observer, profitant du plan benthamien de la prison.
La même année, Louis-Philippe Ier s'alarme de l'accroissement du nombre de prisonniers à Paris, et décide à son tour de faire construire une prison à Paris (qui n'en compte déjà pas moins d'une douzaine). L'architecte François-Christian Gau est alors désigné pour établir les plans de la nouvelle prison, et soumet son projet. Il est simple : un mur d'enceinte cernant un bâtiment carré, lui-même percé d'une cour centrale. Il marque là son désir de se différencier de la prison pour jeunes délinquants. Le contraste sera d'autant plus flagrant que la nouvelle maison d'arrêt sera construite sur un terrain faisant face au précédent centre pénitentiaire.
Alors que la construction de la deuxième prison (située au 164-168, rue de la Roquette) était en cours, de vives protestations s'élèvent quant à l'enfermement des condamnés à mort en ces lieux. En effet, depuis 1832, la guillotine a été transférée de la place de Grève à la barrière d'Arcueil (ou barrière Saint-Jacques, sur l'emplacement actuel de la station de métro Saint-Jacques), au sud de Paris, et la distance entre la Roquette et la barrière Saint-Jacques est d'environ 5 km. Le trajet est donc très long entre le lieu de détention et le lieu d'exécution.
Cette seconde prison est inaugurée le 24 décembre 1836 et le même jour, quarante « paniers à salade » y transportent 187 prisonniers, transférés de la prison de Bicêtre.
Le nom exact du nouveau pénitencier est le « Dépôt de condamnés ». C'est là, en effet, qu'attendront les futurs bagnards avant leur départ pour l'île de Ré, puis pour Cayenne ou Nouméa. Mais c'est là aussi que séjourneront les condamnés à mort. Et pour marquer la différence entre les deux prisons si proches, les Parisiens leur attribuent un nom distinctif : les vauriens sont logés à « la Petite Roquette », les assassins à « la Grande Roquette ».

### La Grande Roquette devient le nouveau centre de la guillotine jusqu'à sa fermeture

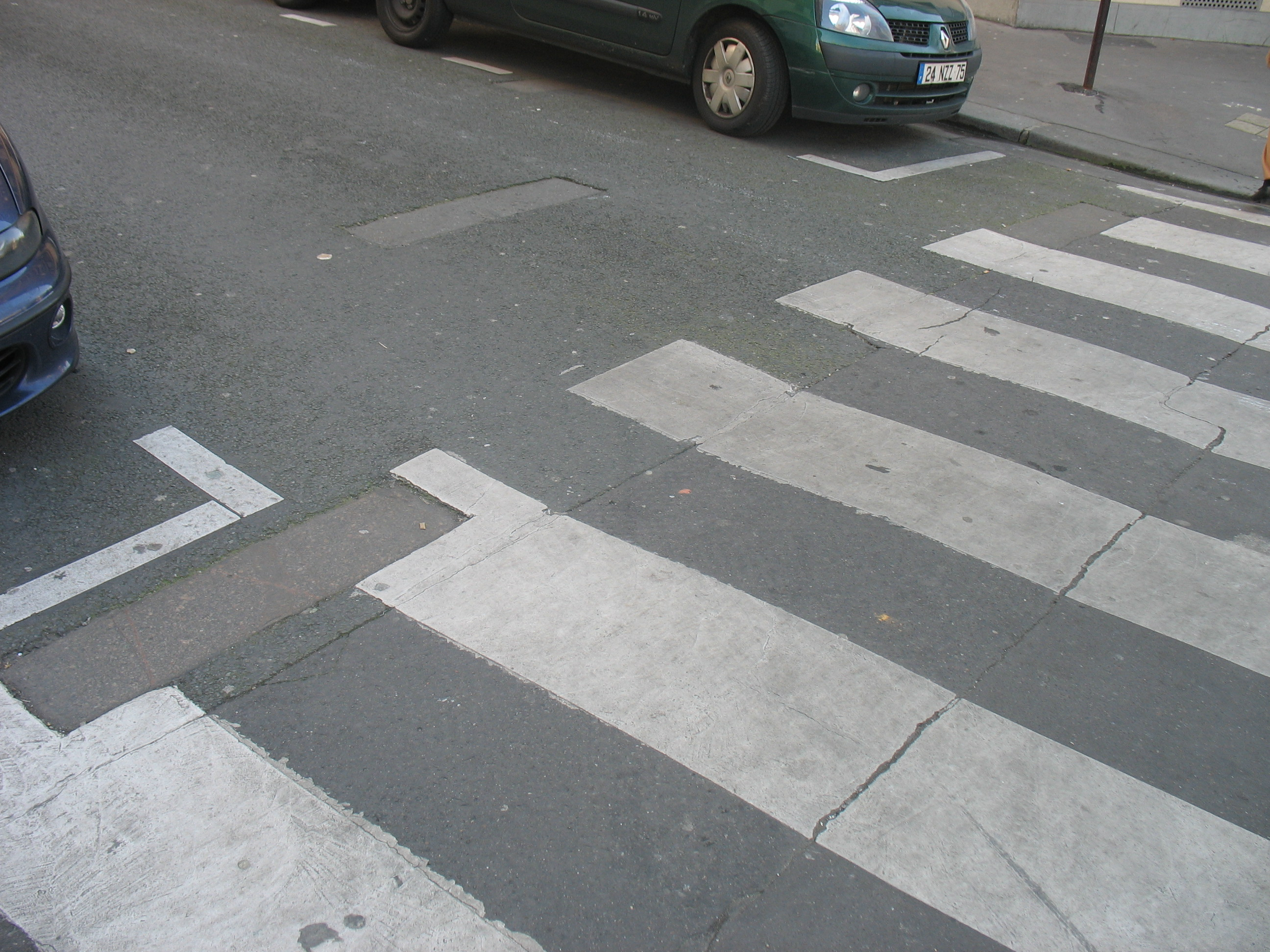
Les dalles qui accueillaient les pieds de l'échafaud, encore visible (photo de 2008) à l'angle de la rue de la Croix-Faubin et de la rue de la Roquette.

Cette prison se situait côté pair, au 166 et 168 rue de la Roquette dans le 11e arrondissement de Paris, en face de l'actuel square de la Roquette. Ce n'est que le 29 novembre 1851 qu'un nouveau décret modifie l'emplacement des exécutions parisiennes. On guillotine désormais à l'entrée de la Grande Roquette, dans la rue, que l'on appellera place de Roquette. Quelques jours plus tard, des maçons cassent le pavage de la rue et installent cinq dalles rigoureusement plates dans le sol. Ces dalles sont destinées à accueillir les pieds de la guillotine, d'où le nom d'« abbaye de cinq-pierres », trouvé par un facétieux pour désigner ce lieu. Trois semaines après le décret, le 16 décembre 1851, les portes de la prison s'ouvrent devant un assassin, Joseph Humblot, lequel n'a que vingt pas à faire pour se retrouver sur la bascule de la guillotine. Son bourreau se nomme Heidenreich. Le 17 juin 1872, Roch, successeur d'Heidenreich, exécute devant la prison Moreux, assassin d'une prostituée, mais sans avoir recours à l'échafaud, provoquant ainsi la colère de la foule qui ne voit guère que le sommet de « la Veuve ».

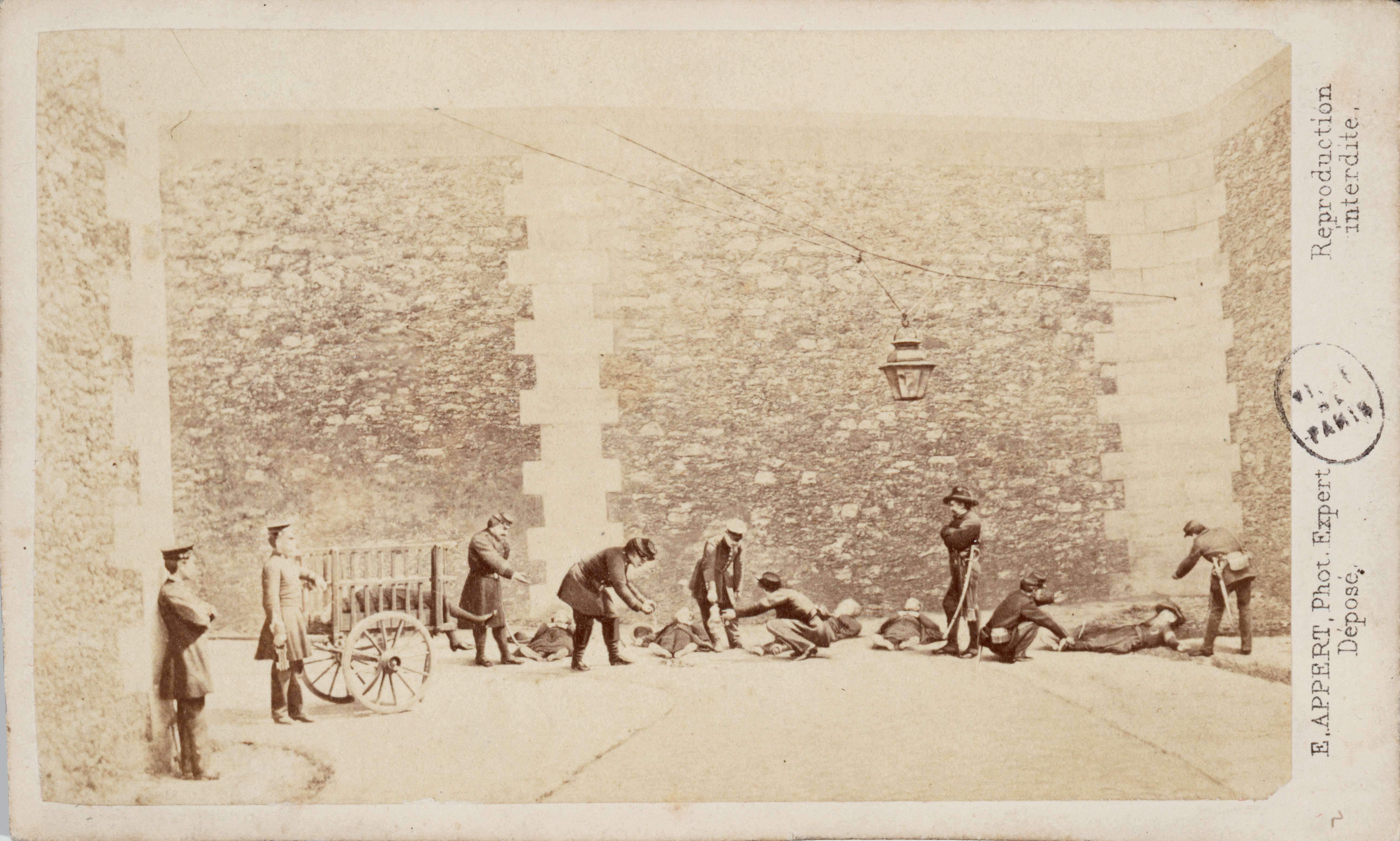
Enlèvement des corps de l'archevêque de Paris, Mgr Darboy, et des clercs exécutés par la Commune le 24 mai 1871. Photomontage d'Eugène Appert issu de sa série les Crimes de la Commune.

Soixante-neuf condamnés à mort (dont une femme, Marie-Madeleine Pichon) sont finalement exécutés rue de la Roquette. Le dernier, Alfred Peugnez, est décapité à l'aube du 2 février 1899, peu avant la fermeture de la Grande Roquette. C'est également dans ces prisons que les révoltés de la Commune de 1871 fusillent sommairement des otages, en représailles des exécutions sommaires des Versaillais.
Henri Pranzini, reconnu coupable d'un triple assassinat commis à Paris sur la personne de trois femmes, y est guillotiné le 31 août 1887.
Au cours des années 1890, les intellectuels dénoncent les conditions inadmissibles dans lesquelles vivent les occupants du dépôt des condamnés. La pression se fait de plus en plus dure. Félix Faure fait fermer, en 1899, la prison, qui est désaffectée, et les condamnés sont transférés à la prison de la Santé. L'année suivante, les bâtiments sont démolis et à leur place, on construit des immeubles d'habitation.
À la même période, l'ancien directeur tenta de vendre les dalles de la guillotine au musée Carnavalet, après les avoir fait desceller. Le Musée refusa et le directeur n'eut d'autre ressource que de faire replacer (plus mal que bien) les dalles. Ce qui fait que, d'une croix classique, la position de ces dalles forme désormais une croix de saint André. Celles-ci sont toujours visibles de nos jours, au carrefour des rues de la Croix-Faubin et de la Roquette, logées dans le bitume de la rue de la Croix-Faubin devant le no 16 (48° 51′ 31,9″ N, 2° 23′ 07,2″ E).

### La Petite Roquette reste une prison

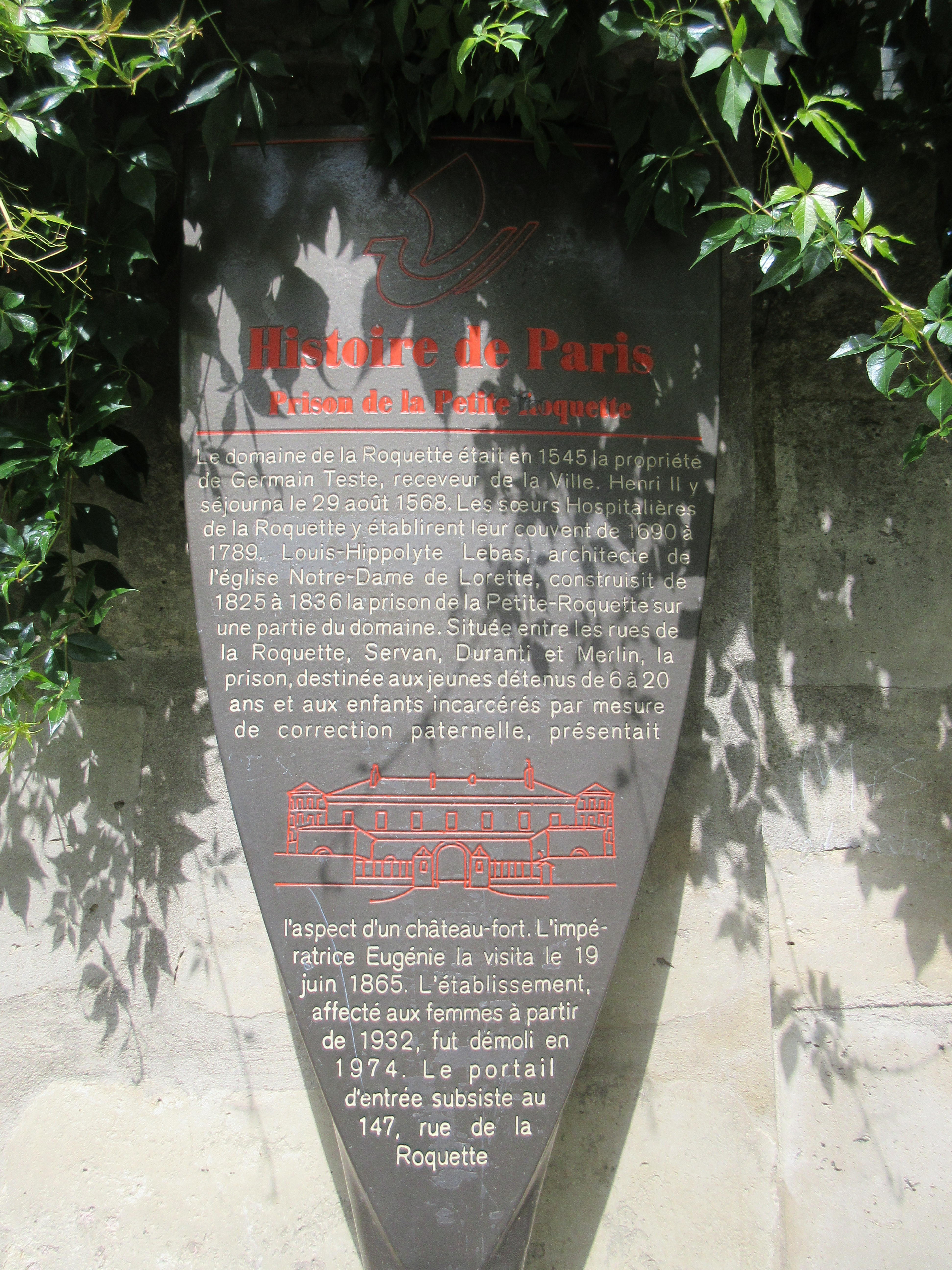
Panneau Histoire de Paris « Prison de la Petite Roquette ».
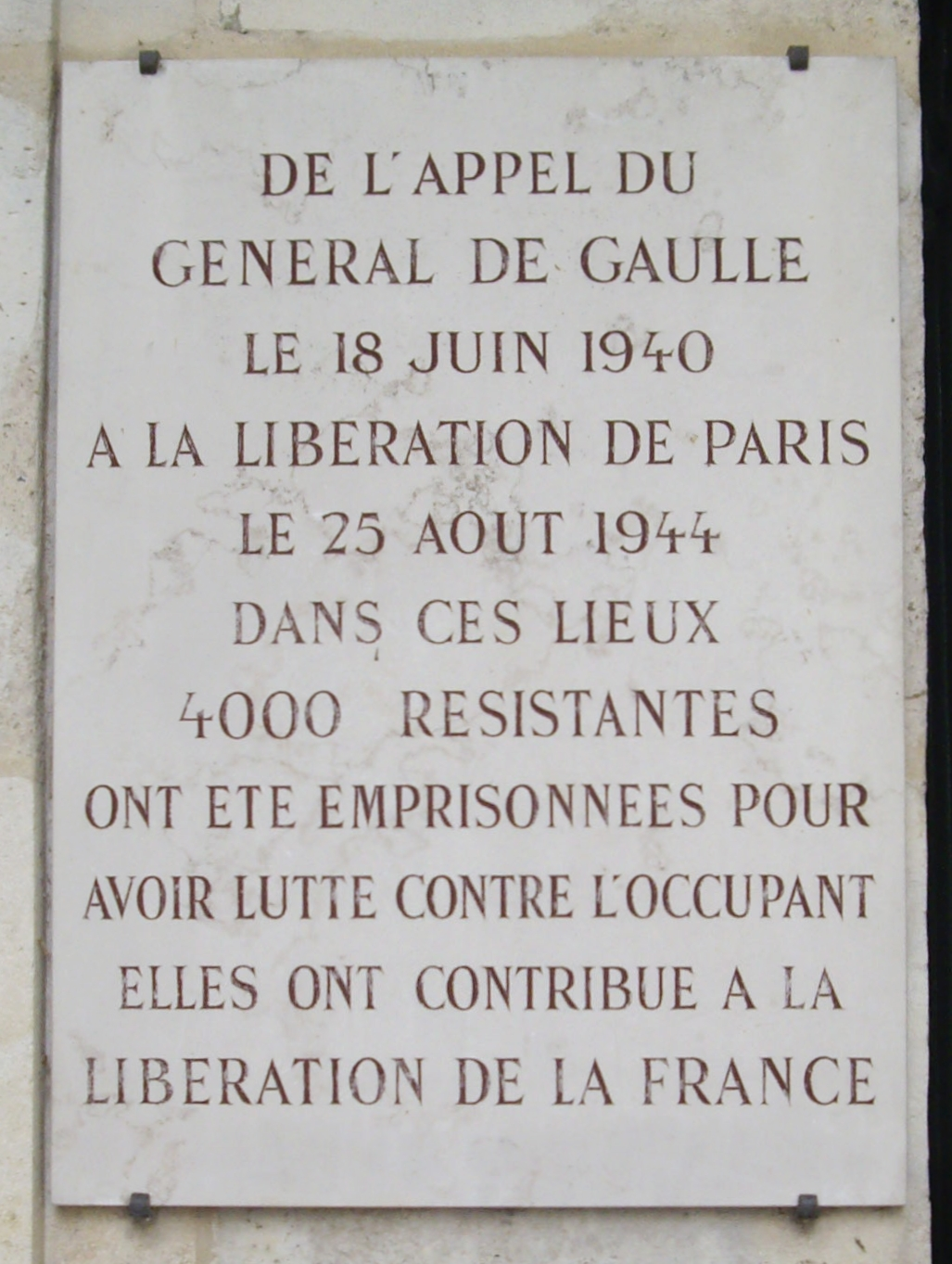
Plaque commémorative à l'emplacement de la Roquette.

Cette prison construite à partir de 1825, inaugurée en 1830, fermée en 1974 et détruite en 1975, se situait, côté impair, au 143 rue de la Roquette, sur l'actuel square de la Roquette. Elle était à l'origine une prison pour enfants puis devint par la suite une prison pour femmes, c'est là que les condamnées à mort étaient exécutées. 
Parmi les personnalités incarcérées à La Petite Roquette, Jean Genet y fut enfermé en 1925, à l'âge de 15 ans, avant son orientation à la colonie agricole et pénitentiaire de Mettray. Il évoque cette période de sa vie dans son autobiographie romancée : Miracle de la rose.
La Petite Roquette connut également sa part de changements. En 1935, à la suite de la fermeture de la prison pour femmes de Saint-Lazare, on enferma désormais les femmes à la Petite Roquette. Cette politique d'incarcération ne changea pas jusqu'à sa fermeture effective en 1974. Malgré de nombreuses pétitions pour sa sauvegarde, la Petite Roquette fut démolie en 1974.
Cette prison a été dirigée entre autres et à partir de 1918, par Horace Valbel, par ailleurs chansonnier et journaliste ; signalons également Marie-Marguerite Vigorie, connue notamment pour être la première femme directrice de prison en France. Elle a été également directrice de l'École nationale d'administration pénitentiaire, en 1945, à son ouverture.
Après la loi de 1939 interdisant les exécutions capitales en public, la Petite Roquette a été désignée comme lieu d'accueil pour l'exécution des femmes à Paris. La loi fut appliquée à deux reprises, le 6 février 1942, pour la mère infanticide Georgette Monneron, et le 30 juillet 1943, pour l'avorteuse clandestine Marie-Louise Giraud. Mme Giraud n'a pas été la dernière femme guillotinée dans l’Hexagone : quatre femmes furent exécutées en France après elle, dont deux en métropole par guillotine : voir article Exécutions en France.
Les femmes du réseau Jeanson de soutien au FLN algérien y furent incarcérées en 1960. Six d'entre elles (Hélène Cuenat, Micheline Pouteau, Jacqueline Carré, Didar Fawzy-Rossano, Zina Haraigue et Fatima Hamoud) s'en évadent de manière spectaculaire le 25 février 1961.

#### La Roquette dans la culture
Une partie du film Prisons de femmes de Maurice Cloche (1958) se déroule à la petite Roquette. Dans la chanson À la Villette d'Aristide Bruant, le personnage Toto Laripette est guillotiné à La Roquette dans le dernier couplet.
Le fonctionnement de cette prison est décrit dans le roman Sept ans de pénitence de Nicole Gérard publié chez Robert Laffont en 1972.
Dans Choses vues (1847 - La prison des condamnés à mort), Victor Hugo décrit et apporte des témoignages sur les conditions de détention. 